# Josef Brendle (Maler)

Panoramablick auf die Stadt Salzburg mit der Festung, im Hintergrund der Hohe Göll; Gouache auf Papier

Josef Brendle (* 1. März 1888 in Ebersberg; † 1. Februar 1954 in Freilassing) war ein akademischer Kunstmaler („Maler des Rupertiwinkels“). Er war insbesondere als Landschaftsmaler aktiv.

## Leben
Brendle war der Sohn eines Wanderhandwerkers und wurde durch seinen Onkel und Vormund Franz Xaver Weber gefördert. Er lernte als Jugendlicher die Malerei bei Alois Kolb in Ebersberg. Anschließend besuchte er von 1904 bis 1907 die Kunstgewerbeschule und schrieb sich am 30. Oktober 1907 für das Fach Zeichnen (Zeichenschule bei Peter von Halm) an der Königlich-Bayerischen Akademie der Bildenden Künste in München ein. Brendle war Soldat im Ersten Weltkrieg und war als Fotograf bei einer Luftschifferabteilung eingesetzt. Für seine Verdienste wurde er 1918 mit dem Eisernen Kreuz 2. Klasse ausgezeichnet.
Brendle fertigte aus Dankbarkeit für die ihm, als Vollwaisen, entgegengebrachte Liebe und künstlerische Förderung anfänglich zahlreiche Porträts von Familienmitgliedern. 1920 zog er nach Freilassing, wo er auch heiratete. Fortan fertigte er zumeist Auftragsarbeiten mit Ansichten von Bergen an. Er hinterließ auch ein Skizzenbuch. Seine Motive fand er in der Umgebung bei Wanderungen und Tagesausflügen oder beim Aufenthalt auf Almen und in einfachen Quartieren im nahen Gebirge. Er schuf Gebirgsbilder, Naturstudien, Porträts und Ortsmotive. Brendles Grab befindet sich in Freilassing. Sowohl in Ebersberg als auch in Freilassing wurde auch eine Straße nach ihm benannt. Im Jahr 2015 fand in einem Laden in der Ebersberger Bahnhofstraße eine Ausstellung mit Gemälde und Skizzen des Malers statt.